# خيزل رخص
خَيْزَل رَخْص نوع الخيزل في الفصيلة الخبازية. أوراقها ثلاثية أو خماسية الفلق مسننة الحتار. أزهارها وردية اللون.